# Aurivela tergolaevigata
Aurivela tergolaevigata es una especie de reptil del género Aurivela, familia Teiidae. Fue descrita científicamente por Cabrera en 2004.

## Distribución
Se encuentra en Argentina (La Rioja, Catamarca, Salta).